# Nationale beker
Een bekertoernooi of nationale beker is een toernooi waarbij er gestreden wordt om een beker. Vaak is dit een toernooi buiten de conventionele nationale competitie om. In de opzet van het toernooi kunnen poules en knock-outsystemen gebruikt worden om tot een uiteindelijke winnaar te komen.

## Voorbeelden
Voorbeelden van bekertoernooien zijn:
- Beker van België (voetbal)
- KNVB beker (voetbal), voor mannen, vrouwen, amateurs of beloften
- UEFA Champions League (voetbal)
- FA Cup (voetbal)
- League Cup (voetbal)
- UEFA Cup (voetbal)